# Хасан Аббуд
Хассан Аббуд (араб. حسان عبود, також відомий під бойовим іменем Абу Абдуллах аль-Хамаві (أبو عبد الله الحموي); † 9 вересня 2014 в Рам Хамдані, провінція Ідліб, Сирія) — лідер сирійських повстанців і співзасновник і лідер Ахрар аш-Шам. FAZ описав його як одного з «найважливіших керівників сирійської опозиції уряду в Дамаску».
Хассан Аббуд став відомий як лідер Сирійського ісламського фронту. З кінця січня 2013 року він одночасно є лідером угруповання Ахрар аш-Шам. Він боровся проти режиму Башара Асада та виступав за державу, в якій шаріат є єдиною легітимною державною та правовою системою.
Аббуд провів кілька років під вартою в Сирії в Саїдній і був звільнений після початку громадянської війни.
9 вересня 2014 року Хассан Аббуд загинув під час вибуху в Рам Хамдані (північно-західна Сирія).